# Lafayette (Kalifornia)
Lafayette – miasto w Stanach Zjednoczonych, w stanie Kalifornia, w hrabstwie Contra Costa. Według spisu ludności z roku 2010, w Lafayette mieszka 23 893 mieszkańców. Nazwa miasta pochodzi od nazwiska Markiza de Lafayette, francuskiego generała, bohatera wojny o niepodległość Stanów Zjednoczonych.